# Voyelles (magazine)
Pour les articles homonymes, voir Voyelle.

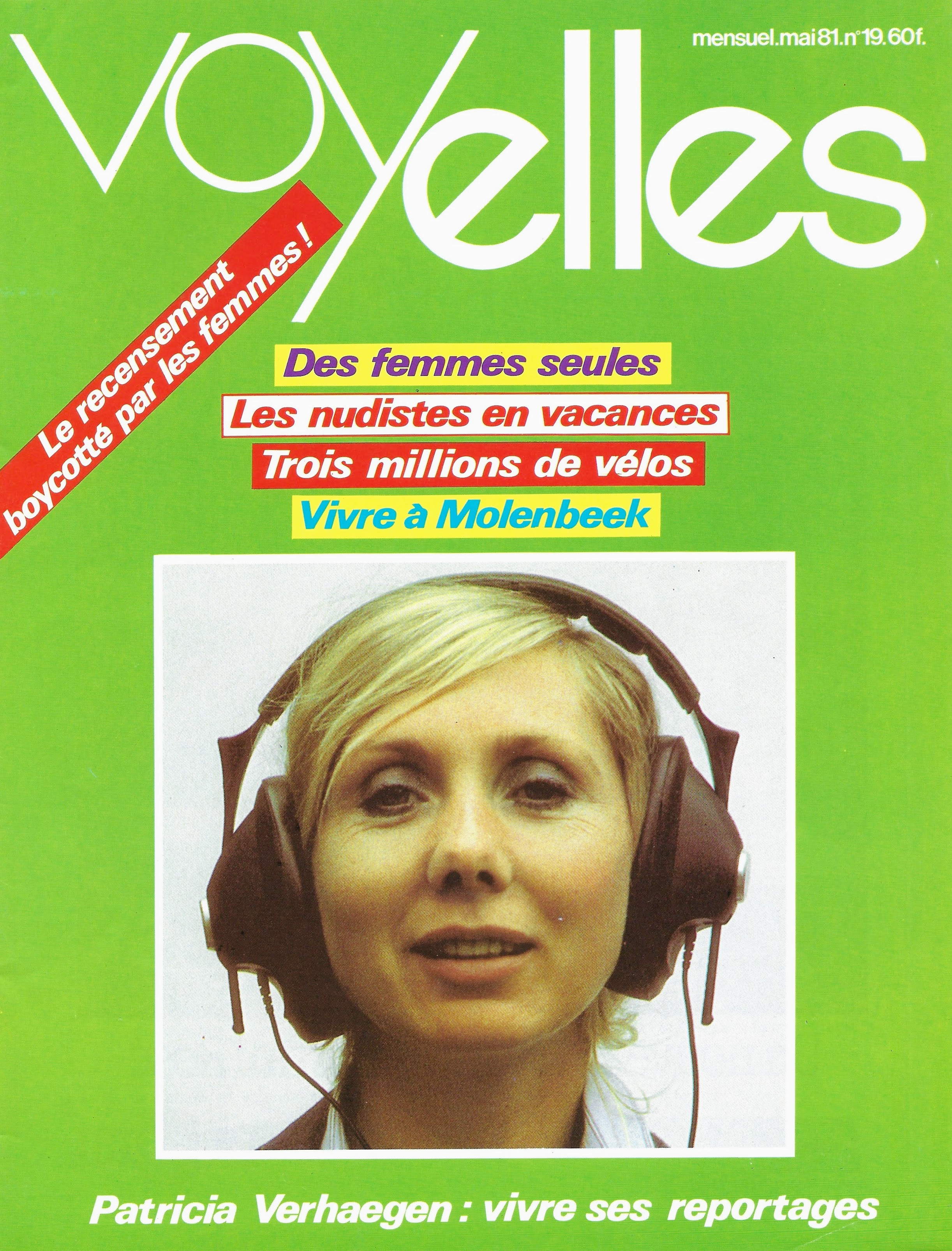
Voyelles de mai 1981 avec Patricia Verhaegen en couverture.

Voyelles est un magazine d'information belge, d'inspiration féministe, publié durant la deuxième vague féministe, de 1979 à 1982.

## Historique
La publication de Voyelles est annoncée en 1978 dans les Cahiers du Grif : « un nouveau magazine féminin, belge ... Conçu, écrit, géré, réalisé par une équipe de femmes ... Sera à l’image des femmes de notre temps, curieuses, intelligentes, dynamiques ».
Ses trois fondatrices sont Marie Denis, Suzanne Van Rokeghem et Jeanne Vercheval. 
Le premier numéro du mensuel paraît en septembre 1979, avec, en couverture, la journaliste de la RTBF Françoise Vandemoortele. Voyelles est entièrement écrit, illustré, mis en page et géré par des femmes. Le magazine comporte aussi bien des rubriques dites « féminines » : mode, beauté, cuisine... que des rubriques économiques, politiques ou culturelles,. Mais il aborde également les sujets féministes et s'engage en faveur de la libéralisation de l'avortement, n'hésitant pas à publier des informations sur le planning familial et des adresses de lieux où se pratiquent des avortements, comme en témoigne Brigitte Verdiere, une des rédactrices. Il se veut également « un mensuel féminin de la Belgique francophone, et pas bruxellois comme c’est souvent le cas pour nombre de publications »
Le magazine est constitué en société coopérative. Parmi les 32 coopératrices et un coopérateur au moment du lancement, se trouvent, en plus des fondatrices, Marlise Ernst-Henrion, Anne-Marie Lizin ou encore Antoinette Spaak.
Voyelles rencontre beaucoup de succès dès le lancement mais doit rapidement faire face à des problèmes de trésorerie. Le marché est réduit en Belgique et les revenus publicitaires insuffisants, même si les 14 300 abonnés et un lectorat estimé à 40 000 personnes sont très honorables. Le dernier numéro, le numéro 33, est publié en octobre 1982.